# Eugenie Beskow-Heerberger

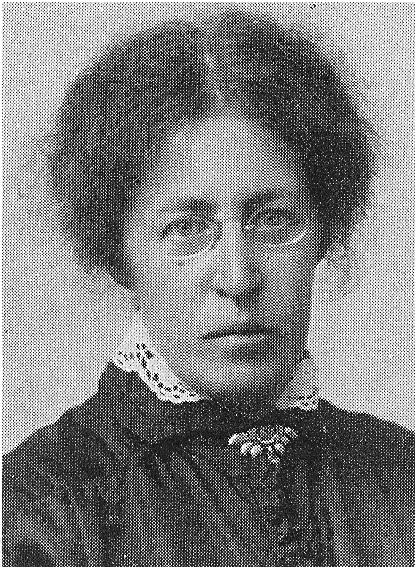

Eugenie Charlotte Beskow-Heerberger (* 18. November 1867 in Hallingeberg (heute Teil der Gemeinde Västervik, Kalmar län, Schweden); † 3. Dezember 1955 in Stockholm) war eine schwedisch-deutsche Kinderbuchautorin und Illustratorin.

## Leben
Eugenie Beskow gehörte zu der in Schweden sehr bekannten Familie Beskow, die im 18. Jahrhundert aus dem brandenburgischen Beeskow nach Schweden eingewandert war. Sie war eine Tochter des Pfarrers Fritz Beskow (1832–1901) und eine Schwester des Theologen Natanael Beskow. Die (weitaus erfolgreichere) Kinderbuchautorin und Illustratorin Elsa Beskow war ihre Schwägerin, die Schriftstellerin Elisabeth Beskow und die Schachspielerin Katarina Beskow ihre Cousinen.
Eugenie Beskow studierte (wie ihre Schwägerin) an der Tekniska skolan und anschließend von 1887 bis 1891 an der Kunstakademie (beide in  Stockholm). Von 1906 bis 1935 war sie mit dem deutschen Ingenieur Wilhelm Heerberger verheiratet, der in Berlin als Direktor der schwedischen Firma AB Separator arbeitete. Der gemeinsame Sohn Helge (1907–1975) war (unter dem Pseudonym Arvid Brenner) ein erfolgreicher Schriftsteller und Übersetzer.
Beskow schrieb Kinder- und Jugendbücher mit christlicher Ausrichtung, die sie großenteils auch selbst illustrierte.

## Schriften (Auswahl)
- För svenska barn. Sagor och berättelser.  Skoglund, Stockholm 1896.
- En bok om Greta och alla hennes djur. Stockholm 1901.
- Sagor och äfventyr. Hökerberg, Stockholm 1903.
- Gammelmor Susegran och andra sagor och berättelser. Hökerberg, Stockholm 1915.
- De som längta. Några människoöden. Hökerberg, Stockholm 1920.
- Barn : åtta berättelser och sagor. Hökerberg, Stockholm 1924.
- Stora barn och små. Noveller. Birkagården, Stockholm 1925.
- Sjuttisjuornas förbund / illustr. av Maja Synnergren. Hökerberg, Stockholm 1927.
- Prästens Emmy / illustrerad av Maja Synnergren. Hökerberg, Stockholm 1930.
- Och tiden går. Roman. Hökerberg, Stockholm 1939.